# Богдановка (Бесарабски район)
Богдановка (на молдовски: Bogdanovca) е село, разположено в Бесарабски район, Молдова.

## Население
Населението на селото през 2004 година е 52 души, от тях:
- 30 – молдовани (57,69 %)
- 10 – украинци (19,23 %)
- 6 – българи (11,53 %)
- 4 – гагаузи (7,69 %)
- 2 – руснаци (3,84 %)